# دونسکوی، استان تولا
شهر دونسکوی، اوبلاست تولا (به روسی: Донской) در کشور روسیه و در اوبلاست تولا واقع شده‌است.